# Toppjungfrulin
Toppjungfrulin (Polygala comosa) är en växtart i familjen jungfrulinsväxter.